# Paysage avec la chute d'Icare
Paysage avec la chute d'Icare est un tableau peint à l'huile sur toile par le peintre flamand Joos de Momper, probablement dans les années 1620. Il est actuellement conservé au Nationalmuseum de Stockholm,.

## Sujet
Dans la mythologie grecque, Icare, voulant s'échapper de Crète, parvient à s'envoler grâce aux ailes fabriquées par son père Dédale à l'aide de plumes fixées avec de la cire d'abeille. Dédale demande à Icare de ne voler ni trop bas ni trop haut, le mettant en garde contre l'hybris. Ignorant les avertissements de son père, Icare choisit de voler trop près du soleil, qui fait fondre la cire : Icare tombe à la mer et se noie.

## Description
À gauche, plusieurs navires côtoient des falaises abruptes. De grands arbres feuillus encadrent le tableau à droite ; au milieu s'étend une ville balnéaire, surplombée de fabuleuses falaises, typiques de Joos de Momper et de son groupe de paysagistes flamands,.
À l'ombre des arbres, un berger est assis et s'occupe de son troupeau. Il y a un pêcheur à gauche et un laboureur à droite. Ces trois personnages (laboureur, berger et pêcheur) sont mentionnés dans le récit d'Ovide de la légende. Dans la version du poète romain, ils sont : « étonnés et pensent voir des dieux s'approcher d'eux à travers l'éther ». Contrairement à cela, il existe un proverbe flamand qui dit : « Et le paysan continuait à labourer. . ". (En de boer ... hij ploegde voort) soulignant l'ignorance des gens face à la souffrance de leurs semblables. Le tableau s'inspire du tableau du même nom de Bruegel. Dans la version de Joos de Momper également, les trois personnages semblent ne prêter aucune attention aux hommes volants, qui peuvent être confondus avec des dieux.
En ce qui concerne la peinture de Bruegel, W. H. Auden a suggéré dans un poème de 1938 qu'elle dépeint l'indifférence de l'humanité à l'égard de la souffrance en mettant en évidence les événements ordinaires qui continuent de se produire, malgré la mort inaperçue d'Icare.

## Historique
Le tableau fut emporté à Stockholm comme butin en 1648.